# Gloria Gresham
Gloria Gresham (Indianapolis, 1946) è una costumista statunitense.

## Biografia
Dopo aver iniziato l'attività di costumista nel 1978, con la pellicola I'm Magic, nel 1989 intraprende una collaborazione con il regista Rob Reiner, curando i costumi di Harry, ti presento Sally... (1989); per lo stesso regista si occuperà anche dei costumi di Misery non deve morire (1990), Codice d'onore (1992), Il presidente - Una storia d'amore (1995) e L'agguato - Ghosts from the Past (1996). Nel 1989 si occupa inoltre per Danny DeVito dei costumi de La guerra dei Rose, mentre l'anno successivo – con il film Avalon (1990) – viene candidata all'Oscar per i migliori costumi. Nel 1987, nella sua città natale, sposa il produttore C. O. Erickson.

## Filmografia

### Cinema
- Dimmi quello che vuoi (Just Tell Me What You Want), regia di Sidney Lumet (1980)
- Urban Cowboy, regia di James Bridges (1980)
- Zorro mezzo e mezzo (Zorro, the Gay Blade), regia di Peter Medak (1981)
- A cena con gli amici (Diner), regia di Barry Levinson (1982)
- 60 minuti per Danny Masters (The Escape Artist), regia di Caleb Deschanel (1982)
- Papà, sei una frana (Author! Author!), regia di Arthur Hiller (1982)
- Senza traccia (Without a Trace), regia di Stanley R. Jaffe (1983)
- Footloose, regia di Herbert Ross (1984)
- Il migliore (The Natural), regia di Barry Levinson (1984)
- Omicidio a luci rosse (Body Double), regia di Brian De Palma (1984)
- Fletch - Un colpo da prima pagina (Fletch), regia di Michael Ritchie (1985)
- 8 milioni di modi per morire (8 Million Ways to Die), regia di Hal Ashby (1986)
- Una fortuna sfacciata (Outrageous Fortune), regia di Arthur Hiller (1987)
- Tin Men - 2 imbroglioni con signora (Tin Men), regia di Barry Levinson (1987)
- Prima di mezzanotte (Midnight Run), regia di Martin Brest (1988)
- Una fortuna da morire (Lucky Stiff), regia di Anthony Perkins (1988)
- I gemelli (Twins), regia di Ivan Reitman (1988)
- Ghostbusters II - Acchiappafantasmi II (Ghostbusters II), regia di Ivan Reitman (1989)
- Harry, ti presento Sally... (When Harry Met Sally…), regia di Rob Reiner (1989)
- La guerra dei Roses (The War of the Roses), regia di Danny DeVito (1989)
- Avalon, regia di Barry Levinson (1990)
- Misery non deve morire (Misery), regia di Rob Reiner (1990)
- Un poliziotto alle elementari (Kindergarten Cop), regia di Ivan Reitman (1990)
- Detective coi tacchi a spillo (V.I. Warshawski), regia di Jeff Kanew (1991)
- Beethoven, regia di Brian Levant (1992)
- Codice d'onore (A Few Good Men), regia di Rob Reiner (1992)
- Last Action Hero - L'ultimo grande eroe (Last Action Hero), regia di John McTiernan (1993)
- Genitori cercasi (North), regia di Rob Reiner (1994)
- Rivelazioni (Disclosure), regia di Barry Levinson (1994)
- A proposito di donne (Boys on the Side), regia di Herbert Ross (1995)
- Il presidente - Una storia d'amore (The American President), regia di Rob Reiner (1995)
- Sleepers, regia di Barry Levinson (1996)
- L'agguato - Ghosts from the Past (Ghosts of Mississippi), regia di Rob Reiner (1996)
- Sfera (Sphere), regia di Barry Levinson (1998)
- Sei giorni, sette notti (Six Days, Seven Nights), regia di Ivan Reitman (1998)
- Liberty Heights, regia di Barry Levinson (1999)
- Regole d'onore (Rules of Engagement), regia di William Friedkin (2000)
- Faccia a faccia (The Kid), regia di Jon Turteltaub (2000)
- Bandits, regia di Barry Levinson (2001)
- The Hunted - La preda (The Hunted), regia di William Friedkin (2003)
- L'invidia del mio migliore amico (Envy), regia di Barry Levinson (2004)
- Last Shot (The Last Shot), regia di Jeff Nathanson (2004)
- Annapolis, regia di Justin Lin (2006)